# IC 3859
IC 3859 ist eine linsenförmige Galaxie vom Hubble-Typ SB0 im Sternbild Jungfrau am Südsternhimmel. Sie ist schätzungsweise 182 Millionen Lichtjahre von der Milchstraße entfernt und hat einen Durchmesser von etwa 50.000 Lichtjahren.
Das Objekt wurde am 12. April 1898 von Guillaume Bigourdan entdeckt.